# Judentum in Prag

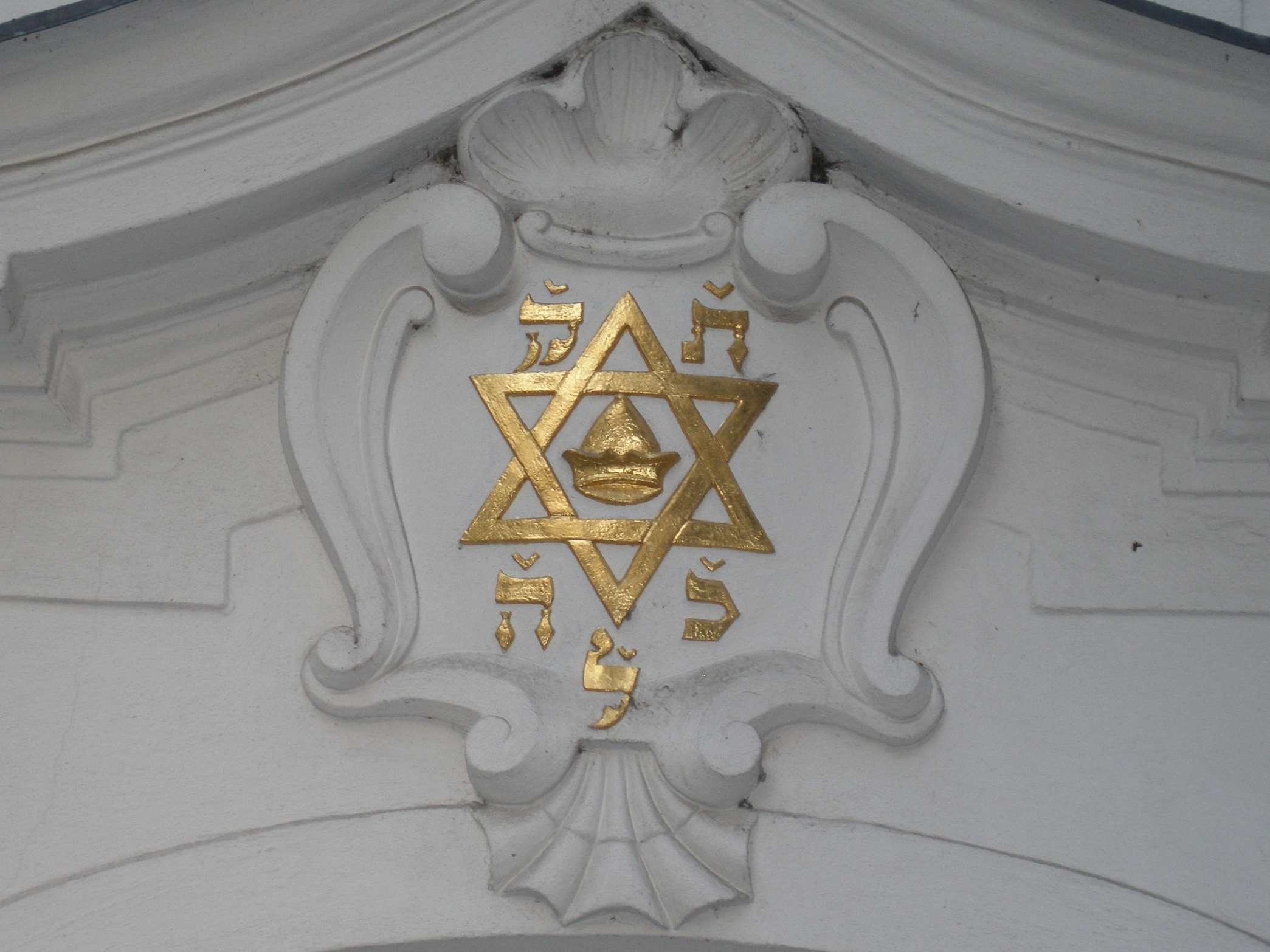
Wappen der Prager Judenstadt über einem Hauseingang in Josefov

Die Geschichte der Juden in Prag beschreibt das Leben und die reichhaltige Kultur in einer der bedeutendsten jüdischen Gemeinden Europas. In Prag wirkten Persönlichkeiten wie Rabbi Löw, Franz Kafka, Franz Werfel u. a. Das Jüdische Museum in Prag verfügt über eine der weltweit größten Sammlungen jüdischer Artefakte und ist heute ein Anziehungspunkt für Touristen.

## Geschichte

### Anfänge
In Prag gab es im 10. Jahrhundert reisende jüdische Fernhändler wie Ibrahim ibn Jakub.
Für das Jahr 1091 werden erstmals jüdische Siedlungen unter der Prager Burg und im Dorf Vyšehrad erwähnt. 1098 floh ein Teil der Juden nach Polen und Ungarn.

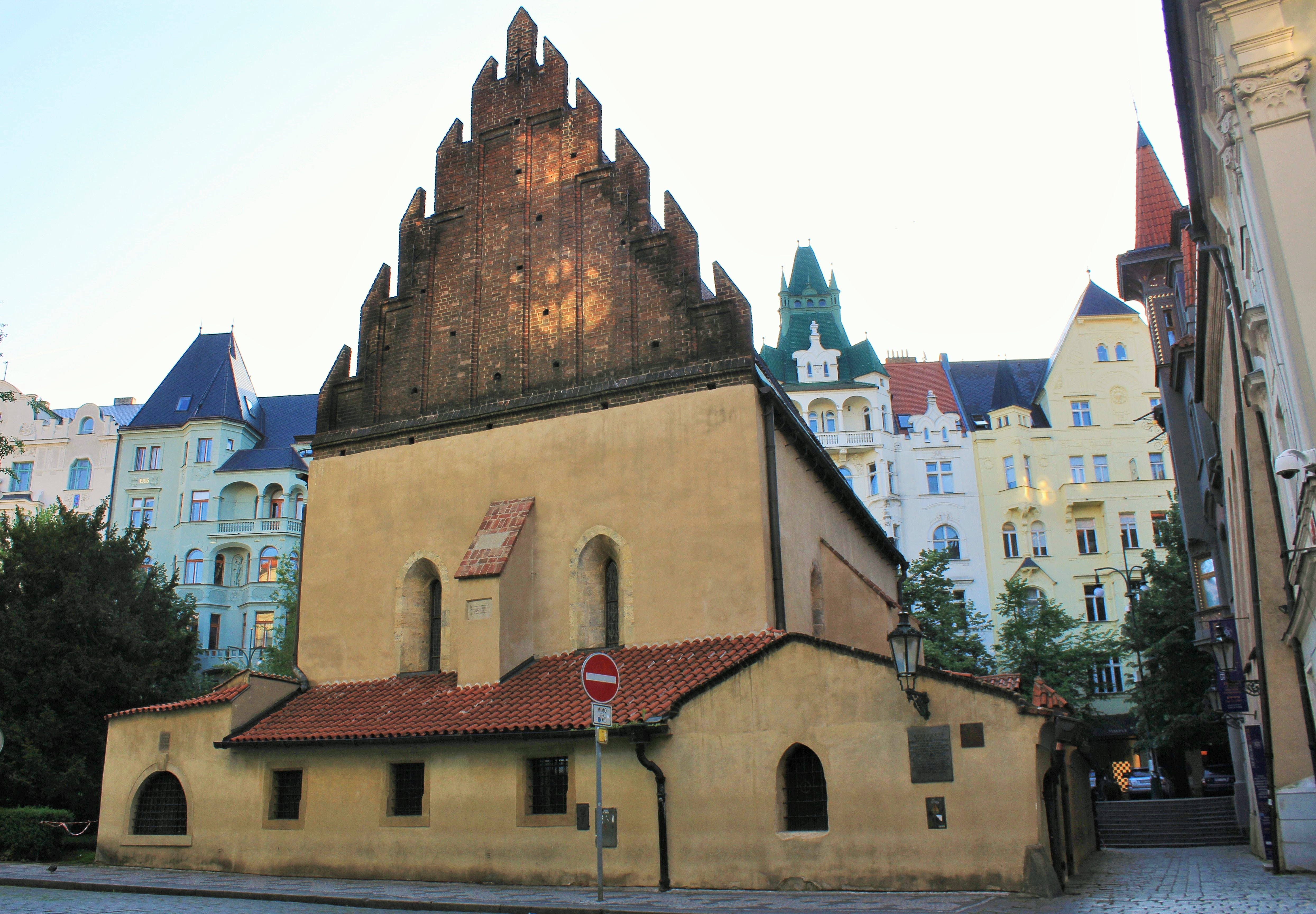
Die Altneu-Synagoge ist die älteste aktive Synagoge in Europa

Von 1174/78 ist das erste Privileg für Juden von Soběslav II. erhalten. Im 13. Jahrhundert erfolgte die Bildung einer abgeschlossenen Prager Judenstadt, der heutige Stadtteil Josefov. Die gotische Altneu-Synagoge stammt aus dieser Zeit und ist heute noch erhalten. Um 1260 wurden die Rechte der Juden durch Otokar II. Přemysl erweitert. 1389 kam es zu einem schweren Pogrom, bei dem bis zu 3000 Menschen getötet worden sein sollen.

### Goldenes Zeitalter

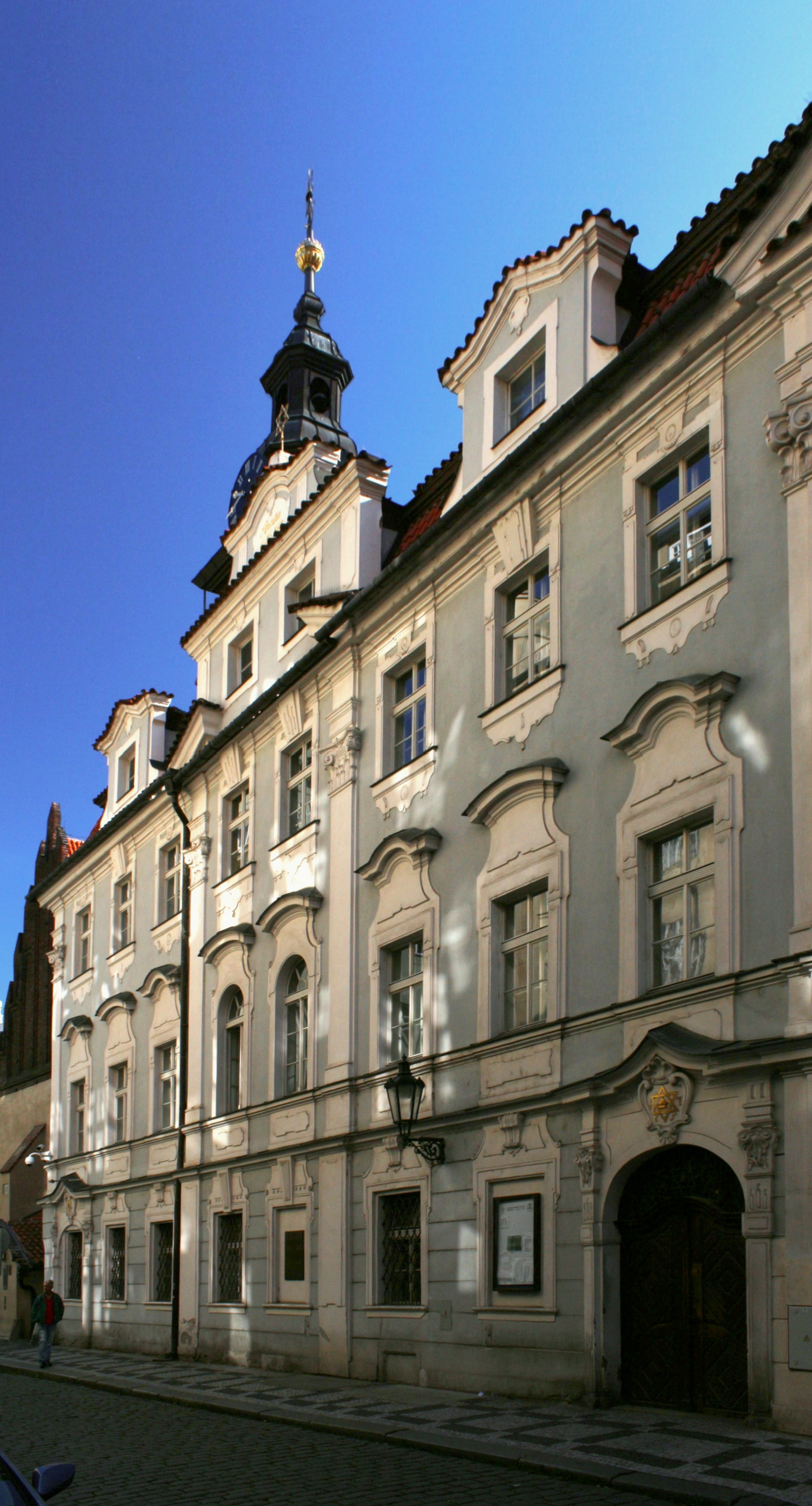
Das Jüdische Rathaus

Ab 1502 verbesserten sich die Möglichkeiten für Juden in Prag. In der Stadt entwickelte sich ein reiches kulturelles Leben. 1521 entstand die erste hebräische Druckerei nördlich der Alpen durch Gerson Katz. Während der Regentschaft Kaiser Rudolfs II. erlebte die jüdische Gemeinde eine wirtschaftliche Blütezeit, verkörpert durch Gemeindevorsteher Mordechai Meisel. Prag wurde zum Zentrum der jüdischen Gelehrsamkeit in Europa. Viele jüdische Gelehrte lebten und publizierten in Prag. Unter ihnen war Jehuda Löw, der legendäre Schöpfer des Golem.

### 18. Jahrhundert
Um 1709 lebten in Prag so viele Juden wie in keiner anderen europäischen Stadt. 1744 ordnete Maria Theresia die Vertreibung der Juden aus der Stadt an. Ab 1748 durften Juden wieder befristet in Prag leben.
Das Toleranzpatent von Joseph II. 1782 erweiterte die Freiheiten für Juden in Böhmen. So durften zum Beispiel jüdische Ärzte nun auch nichtjüdische Patienten behandeln.

### Emanzipation
Im 19. Jahrhundert wurde die Stadt ein Zentrum der jüdischen Aufklärung (Haskala).
1848 erfolgte eine weitgehende Gleichberechtigung und die Juden erhielten volle Bürgerrechte (→ §31 Pillersdorfsche Verfassung). 1849 wurde das Ghetto in Prag aufgelöst, Juden durften sich in der gesamten Stadt niederlassen. Prag entwickelte sich zu einem wichtigen Zentrum der jüdischen Kultur und Literatur. Viele Juden studierten nun an der Universität. Es entstanden jüdische Studentenschaften wie Bar Kochba. 1896 wurde von jüdischen Studenten der Sportverein DFC Prag gegründet.
Anfeindungen gab es allerdings seitens einiger Vertreter der tschechischen Nationalbewegung. Sie warfen den Juden vor, im Konflikt zwischen der tschechischsprachigen und der deutschsprachigen Bevölkerung Prags der deutschen Seite zuzuneigen, Deutsch zu sprechen und in der deutschen Kultur zu leben. Der vielgelesene Dichter, Journalist und Politiker Karel Havlíček Borovský schrieb: „Eher könnten wir Deutsche, Franzosen, Spanier, Engländer usw. zur tschechischen Nation rechnen als Juden. … Deshalb muss derjenige, der Tscheche sein will, aufhören, Jude zu sein.“ Achtmal kam es in Prag zu Wellen antisemitischer Ausschreitungen, und zwar in den Jahren 1844, 1848, 1863, 1897, 1904, 1905, 1920 und 1921. Der so genannte „Dezembersturm“ 1897, bei dem erst das Einschreiten von Soldaten dem Mob Einhalt bot, richtete sich gegen Deutsche wie Juden. Er war „ein traumatisches Erlebnis aller Prager Juden der Generation von Max Brod, Franz Kafka und Egon Erwin Kisch“. Egon Erwin Kisch schilderte, was es bedeutete, „zu denen zu gehören, die gehetzt, mißhandelt wurden und selbst zuhause nicht vor dem Wahnwitz der Gasse sicher waren, mitzuerleben, wie gebrandschatzt und zertrümmert wurde, wie der Feuerschein des Nationalen durch die ausgebrannten Ladentüren und die zertrümmerten Fensterscheiben züngelte“.
Der Schriftsteller Gustav Meyrink setzte mit seinem 1913/1914 erschienenen Roman Der Golem der untergegangen jüdischen Welt des Prager Ghettos ein Denkmal. Die in Prag geborene Jüdin Auguste Hauschner zeichnete in ihrem Roman Die Familie Lowositz (1908, zwei Bände) eine autobiographisch geprägte Milieustudie des deutsch-jüdischen Großbürgertums in Prag.

### 20. und 21. Jahrhundert
Die zionistische Bewegung verbreitete sich in Prag. 1907 wurde die Zeitschrift Selbstwehr gegründet.
1918 wurde Prag Hauptstadt der neuen Tschechoslowakischen Republik. Die Bedingungen waren für die jüdische Bevölkerung gut. 1922 kam es nach der Ernennung von Samuel Steinherz zum Rektor der Karls-Universität zu antijüdischen Protesten. In den 1930er-Jahren wurde Prag zu einem wichtigen Aufnahmeort jüdischer Flüchtlinge aus Deutschland.
Nach dem Einmarsch der Wehrmacht und der Errichtung des deutschen Protektorats Böhmen und Mähren im Jahr 1939 begann die Verfolgung der Juden Prags und ihre Emigration. Jüdische Institutionen wurden geschlossen und Eigentum beschlagnahmt. 1941 begannen die systematische Deportation der Prager Juden, zunächst in das Ghetto Litzmannstadt, später in das KZ Theresienstadt. Von den knapp 49.500 Juden, die bei Kriegsbeginn 1939 in Prag lebten, überlebten nur etwa 7500 die Schoah.
Viele überlebende Juden emigrierten nach dem Zweiten Weltkrieg nach Israel oder in die USA. Der Slánský-Prozess richtete sich gegen 14 führende tschechoslowakische Parteimitglieder, darunter 11 Juden, die verurteilt und hingerichtet wurden.

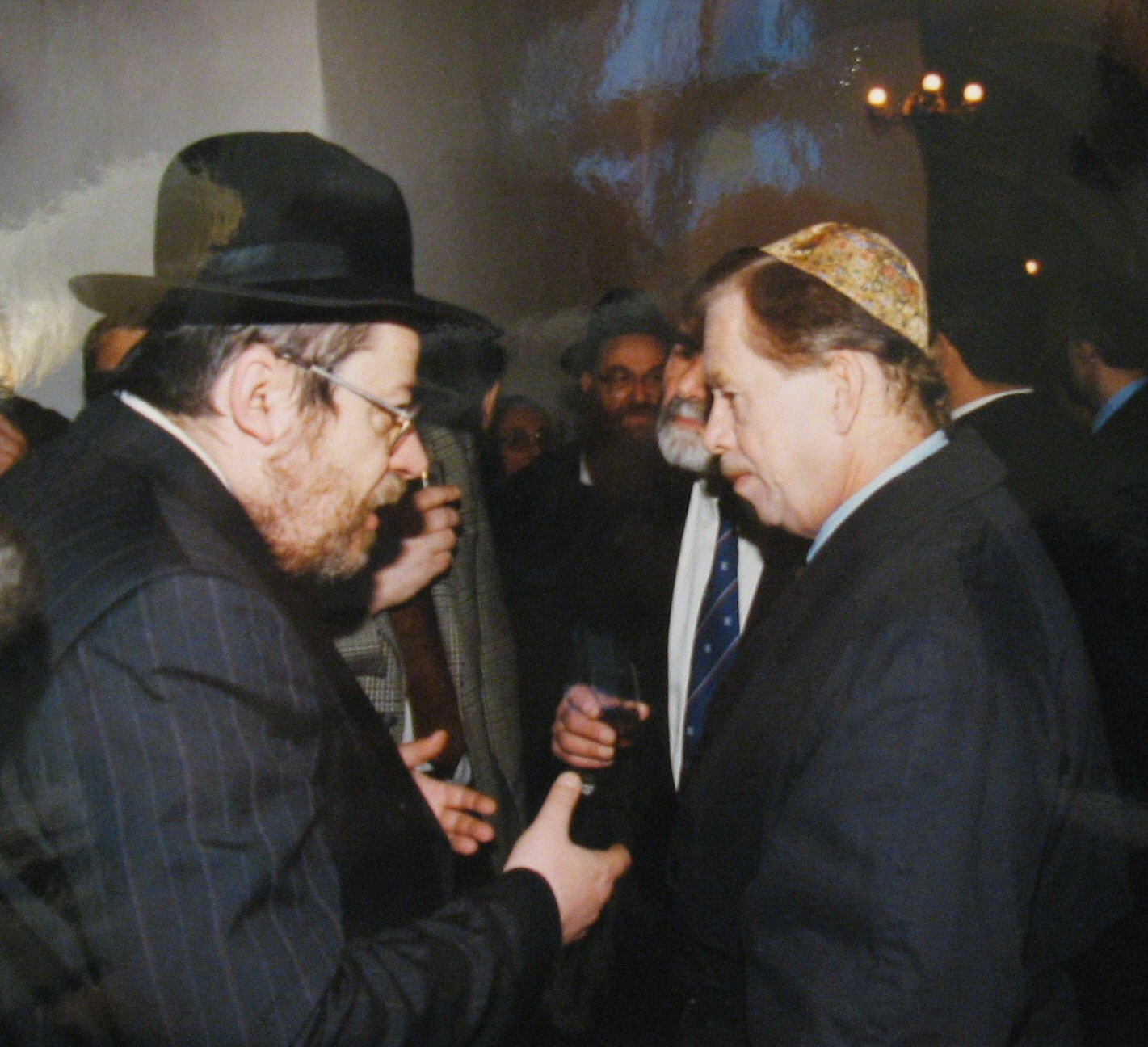
Der Prager Oberrabbiner Karol Sidon mit Präsident Václav Havel

Heute leben nur noch wenige Juden in Prag. Die Jüdische Gemeinde Prags hat rund 1500 Mitglieder. Das Jüdische Museum in Prag betreut die zahlreichen Sehenswürdigkeiten und präsentiert die jüdische Geschichte der Stadt.
Prag war 2008 die erste tschechische Stadt, in der von Gunter Demnig Stolpersteine verlegt wurden. Sie gehörte 2016 mit Olmütz und Brünn zu den Städten mit den meisten Stolpersteinen in Tschechien.

## Synagogen

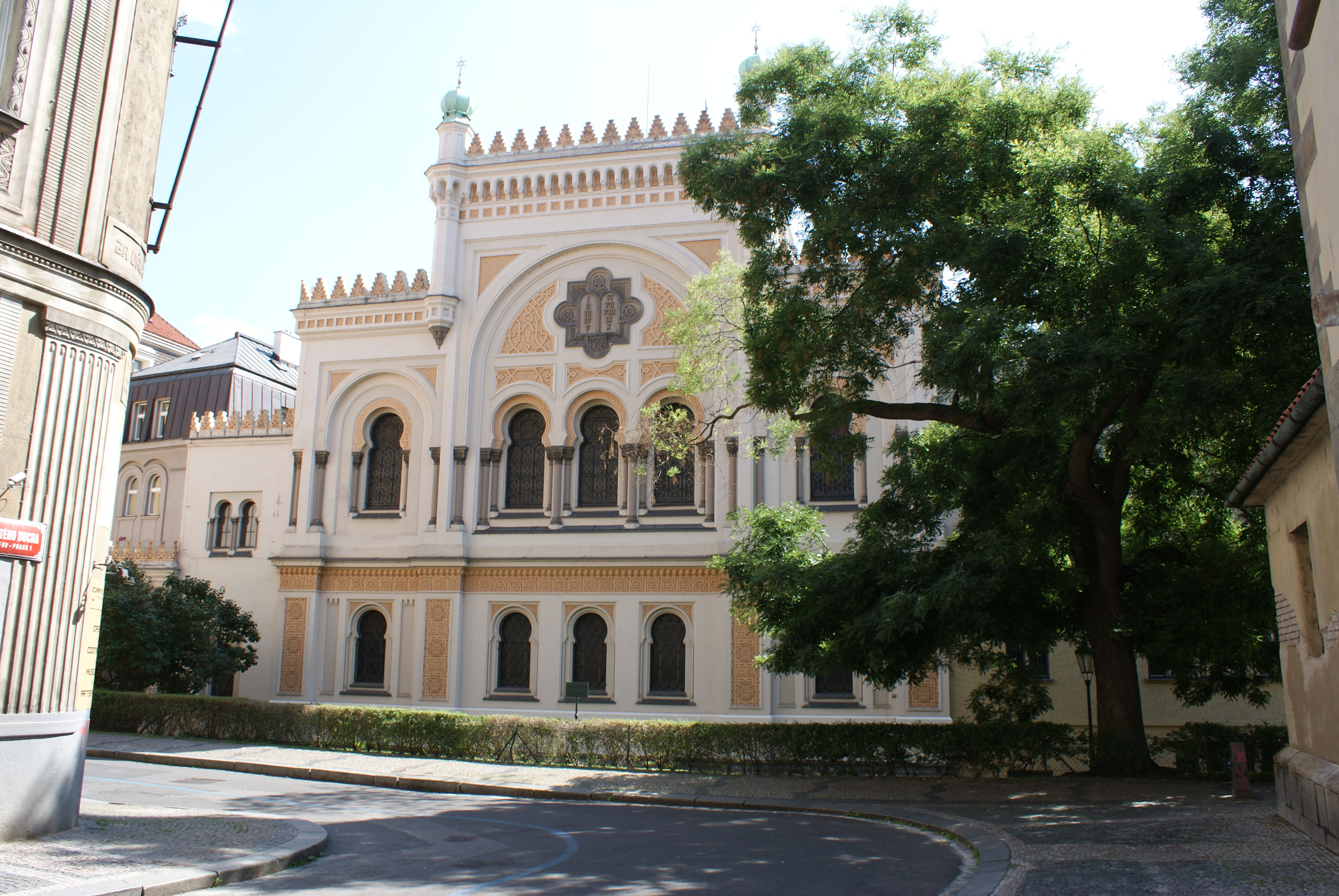
Die Spanische Synagoge

- Altneu-Synagoge
- Hohe Synagoge
- Klausen-Synagoge
- Jerusalem-Synagoge
- Pinkas-Synagoge
- Maisel-Synagoge
- Spanische Synagoge

## Friedhöfe
- Jüdische Friedhöfe in Prag